# Румуни у Мађарској
Румуни у Мађарској (рум. Românii din Ungaria, мађ. Magyarországi románok) су мањинуа у Мађарској. Према последњем мађарском попису из 2011. године (на основу самоопредељења), укупан број становника Мађаске који су се изјаснили Румунима је било 35.641 или 0,3% укупне популације, што је значајно повећање у односу на 8.482 или 0,1% из 2001. године. Заједница је концентрисана у градовима и селима у близини до румунске границе, као што су Батања, Елек, Кетеђхаза, Пустаотлака и Мехкерек, и у граду Ђула. Румуни такође живе и у главном граду Мађарске Будимпешти. Од 2011. Румуни представљају једну од највећих мањинских заједница у Мађарској.

## Историја
Историјски гледано, значајан део данашње Румуније био је део Краљевине Мађарске. И најстарији сачувани документи из Трансилваније помињу Влахе. Без обзира на тему румунског присуства/неприсуства у Трансилванији пре мађарског освајања (види Порекло Румуна), први писани извори о румунским насељима потичу из 13. века, запис о селу Олахтелук у округу Бихар писан је из 1283. године. 'Земља Румуна',Terram Blacorum (1222,1280)  појавила се у Фогарашу и ова област се помиње под другим именом олахи (Olachi) 1285. Прво појављивање наводног румунског имена 'Ола' у Мађарској потиче из повеље (1258). Били су значајно становништво у Трансилванији, Банату, Марамарошу (Марамуреш) и Партијуму.
Године 1881. насеља са румунском већином пројектована на данашњу територију Мађарске била су: Беде, Ченгерујфалу, Кетеђхаза, Кересакал, Мађарчанад, Мехкерек, Мезепетерд, Пустаотлака и Векерд. Важне заједнице живеле су у Батоњи, Елеку, Керешсегапати, Летавертешу, Њирадоњу, Почају, Шаркадкерестуру и Жаки. Након Тријанонског споразума из 1920. године, Мађарска се приближила етничкој хомогености, са само 10,4% мањина, од којих су 6,9% били Немци, а Румуни су чинили око 0,3%.
Број Румуна у Мађарској се накратко повећао са почетком Другог светског рата када је Мађарска анектирала делове Чехословачке, Румуније и Југославије. Ове анексије су потврђене Минхенским споразумом (1938), две Бечке арбитраже (прва 1938. и друга 1940). Конкретно, становништво северне Трансилваније, према мађарском попису из 1941. године, чинило је 53,5% Мађара и 39,1% Румуна.
Године 1950. у Ђули је основана Фоја Романеска („Румунски лист“, тада познат под другим именом). Биле су то прве новине румунске мањине у модерној Мађарској и тренутно су оне са најдужим и најширим тиражом у земљи.